# تلمبه حسن دلام
تلمبه حسن دلام یک منطقهٔ مسکونی در ایران است که در دهستان ارد واقع شده‌است.